# Gallina valenciana de Xulilla
La Gallina valenciana de Xulilla és una de les races de gallines autòctones del País Valencià.

## Introducció
El nom de la raça ve donat per la localitat de Xulilla, de la qual procedeix. Aquesta localitat se situa en la comarca dels Serrans, de manera que també és coneguda com a "gallina dels Serrans". Ja des de principis del segle XX hi ha registres bibliogràfics que esmenten les gallines "valencianes gires" de tipus Mediterrani, de la que descendeix.
La raça valenciana de Xulilla figura en el Grup de Races Autòctones en Perill d'Extinció, sent l'única de gallines inclosa.

## Característiques de la raça

### Característiques del gall
Posseeixen cap mitjanament gran, allargat i ample. Amb ulls vius, ben posicionats i de color mel i ataronjat predominantment. Bec llarg, fort i corbat, de color negre i amb variacions de color ivori. La cresta és de color roig, de grans dimensions, simple i amb 5-6 dents. Barbetes llargues i ovalades i de color roig viu. Orelles de color blanc amb tints rojos fins a un màxim d'un terç del total i de forma ovalada. La cara és de color roig viu i troncocònica sense discontinuïtat amb el pit i tronc per la densitat del plomatge. El pit és negre amb pits poc desenvolupats. Dors ample amb lleugera inclinació cap a la cua. L'abdomen és lleuger. Ales ben plegades, enganxades al cos i de gran envergadura. Cua llarga i àmplia, amb un angle de 120 º respecte al cos i amb falçs ben corbat. Cuixes ben musculades i tarsos de longitud mitjana, pissarrosos i nets de plomes. Potes amb quatre dits, forts i rectes i esperó molt desenvolupat. Animals girs amb plomatge negre de reflexos metàl·lics i esclavina, dors d'ales i serrells típics del color. El pes mitjà d'un gall adult és de 2,8 kg.

### Característiques de la gallina
S'assembla al gall tenint en compte les diferències sexuals. Més menuda que el mascle i de perfil aguilenc. Barbetes roges, arrodonides i xicotetes. Orelles de mida menuda, arrodonides, de color blanc amb tints rojos fins a un màxim d'un terç del total. Cara de color roig viu i coll esvelt. Pit de color negre, poc desenvolupat. Dors recte formant un angle de 90 º respecte a la cua. Abdomen ample i més profund cap a la claveguera. Ales ben desenvolupades i plegades, són capaços de volar.
Cua recta de grans dimensions respecte al cos. Cuixes ben musculades. Tarsos fins i mitjans, nets de plomes i de tons pissarra. Potes amb quatre dits fins i rectes. Predomina en el plomatge el negre amb reflexos metàl·lics, amb tons típics del gir en esclavina i coll. El pes mitjà d'una gallina adulta d'aquesta raça és de 2,1 kg.

## Distribució geogràfica
Es correspon amb diferents comarques de les tres províncies valencianes, així com amb zones limítrofes de la província de Conca i, en menor mesura, amb les de Guadalajara i Terol.